# Silver and Gold
Albums de Neil Young
Year of the Horse
(1997) Road Rock Vol. 1: Friends and Relatives
(2000)
Singles
1. Razor Love
Sortie : 2000

Silver and Gold est le vingt-cinquième album studio de Neil Young. Il est sorti le 25 avril 2000 sur le label Reprise Records et a été produit par Neil Young et Ben Keith. 

## Historique
Cet album fut enregistré dans le studio de Neil Young à Woodside près de Redwood City en Californie à l'exception de la chanson Red Sun qui fut enregistrée à Austin au Texas. La plupart des chansons furent composées à la fin des années 1990 mais Razor Love date de 1987 et Silver & Gold de 1982. 
Quatre années séparent cet album de son prédécesseur, Broken Arrow, Neil Young étant occupé avec d'autres projets dont une réunion avec Stephen Stills, David Crosby et Graham Nash en 1999 pour l'album Looking Forward. 
Cet album se classa à la 5e place des charts canadiens, à la 22e place du Billboard 200 aux États-Uniset à la 10e place des charts britanniques. En France il resta classé cinq semaines, atteignant la 38e place.
La photo pour la pochette de l'album a été prise par la fille de Neil, Amber, avec la GameBoy Camera.

## Liste des titres
- Tous les titres ont été composés par Neil Young.

1. Good to See You – 2:49
2. Silver and Gold – 3:16
3. Daddy Went Walkin' – 4:01
4. Buffalo Springfield Again – 3:23
5. The Great Divide – 4:34
6. Horseshoe Man – 4:00
7. Red Sun – 2:48
8. Distant Camera – 4:07
9. Razor Love – 6:31
10. Without Rings – 3:41

## Musiciens
- Neil Young - guitare, piano, harmonica, chant
- Ben Keith - guitare pedal steel, chœurs
- Spooner Oldham - piano, orgue
- Donald "Duck" Dunn - basse
- Jim Keltner - batterie sauf sur les titres 4 et 5
- Oscar Butterworth - batterie sur les titres 4 et 5
- Linda Ronstadt - chœurs sur Red Sun
- Emmylou Harris - chœurs sur Red Sun

## Charts
| Pays                                 | Durée du classement | Meilleur classement | Date          |
| ------------------------------------ | ------------------- | ------------------- | ------------- |
| Allemagne (GfK Entertainment)        | 9 semaines          | 5e                  | 8 mai 2000    |
| Australie (ARIA Charts)              | 4 semaines          | 30e                 | 14 mai 2000   |
| Autriche (Ö3 Austria Top 40)         | 5 semaines          | 18e                 | 21 mai 2000   |
| Belgique (V) (Ultratop)              | 4 semaines          | 20e                 | 13 mai 2000   |
| Canada (RPM)                         | 13 semaines         | 5e                  | 8 mai 2000    |
| Écosse (Scottish Album Chart)        | 5 semaines          | 9e                  | 30 avril 2000 |
| États-Unis (Billboard 200)           | 13 semaines         | 22e                 | 13 mai 2000   |
| Finlande (Suomen virallinen lista)   | 4 semaines          | 18e                 | 8 mai 2000    |
| France (SNEP)                        | 5 semaines          | 38e                 | 29 avril 2000 |
| Italie (FIMI)                        | 3 semaines          | 11e                 | 4 mai 2000    |
| Norvège (VG-lista)                   | 7 semaines          | 2e                  | 1er mai 2000  |
| Nouvelle-Zélande (RMNZ Albums Top40) | 2 semaines          | 49e                 | 21 mai 2000   |
| Pays-Bas (MegaCharts)                | 9 semaines          | 25e                 | 13 mai 2000   |
| Royaume-Uni (UK Albums Chart)        | 5 semaines          | 10e                 | 30 avril 2000 |
| Suède (Sverigetopplistan)            | 5 semaines          | 9e                  | 27 avril 2000 |
| Suisse (Schweizer Hitparade)         | 7 semaines          | 70e                 | 21 mai 2000   |